# Metanephrops mozambicus
Metanephrops mozambicus är en kräftdjursart som beskrevs av Enrique Macpherson 1990. Metanephrops mozambicus ingår i släktet Metanephrops och familjen humrar. IUCN kategoriserar arten globalt som livskraftig. Inga underarter finns listade i Catalogue of Life.